# 聖域都市
聖域都市（せいいきとし、英語: sanctuary city, スペイン語: ciudad santuario）とは、不法移民に寛容・歓迎な政策をとっているアメリカ合衆国やカナダの地方自治体の総称。

## 概要
アメリカ国内では、ニューヨーク、ロサンゼルスやサンディエゴ などの大都市圏をはじめとして、約300あるとされる。他国ではアメリカの隣国のカナダでも同様の聖域都市がある。
聖域都市に属する警察機構は外国人に対して在留資格の有無を調査しないことをはじめとして、国籍のある国への強制送還措置を前提とした不法移民の取り締まりをする中央政府からの不法移民に関する調査協力を拒否する等している。そのため聖域都市の不法移民は強制送還の心配をせずに、地元警察への協力や犯罪被害の申告ができる仕組みが確立されている。また不法滞在で在住しているにもかかわらず、市民権がある市民とほぼ同様の公共サービスを受けることができる例もある。条例を定めて対応を徹底している都市もある。
1980年代にアメリカにおいて中南米からアメリカ入りする不法移民への中央政府の対応に不満を抱いた教会が主導し、自治体レベルでの移民保護が推進したのが聖域都市の始まりとされている。
2016年に当選したドナルド・トランプ大統領は2017年1月25日に聖域都市への補助金停止を司法省に指示する内容の大統領令に署名した。しかし、サンフランシスコ市などが訴訟を起こして大統領令の一時差し止めが認められている。
2019年4月には、中米などからメキシコ国境からアメリカへの不法入国が後を絶たず、国境警備当局によると2019年1月から3月までに拘束された不法入国者20万人、2018年の同時期の2倍近くに増加したことが判明した。4月12日にトランプ大統領は「民主党のせいで不法入国対策が進まない。彼らが不法入滞在に寛容だというなら、受け入れてもらおう。それでハッピーなら」と、国内の不法滞在者をトランプ政権の不法入滞在対策に反対する民主党支持者が多い聖域都市に送ることを検討していることを表明した。

## 受け入れ限界と終焉
ニューヨーク市は、2023年7月末には市の保護下にある不法移民は5万5000人であり、許容人数を超えたとし、「ニューヨーク市は家賃が高いです」「食費や交通費、その他の生活必需品にかかるお金も、ニューヨーク市はアメリカ全体で最も高いです」「定住先としてニューヨーク市以外の都市を検討ください」と記載したチラシを配布しだした。ニューヨーク市のエリック・アダムス市長（民主党）が、不法移民を受け入れるための避難所やサービスが不足だとして、不法移民の市内定住を阻止するポスターを国境に貼ると発表した。そして、アダムズ市長は不法移民受け入れによる危機を「国家問題」と呼び、不法移民らを全米の「すべての都市に送る」べきだと主張した。ニューヨーク市長や民主党議員らは、ニューヨーク市が不法移民の「聖域都市」であることを長年擁護してきたため、聖域都市を批判してきた保守派らは他所へ行ってほしいと主張し出した市長のコメントへ嘲笑が起き、もはや聖域都市ではないと批判している。
ニューヨーク市長の受け入れ限界表明に対して、オハイオ州下院議員のブライアン・スチュワートは「これは本当に信じられないことだ。アメリカ最大の都市であるニューヨーク市は移民を受け入れられないと主張しているが、（多くの不法移民らがメキシコ経由でやって来る）テキサス州の国境の貧しい町には受け入れられると思っているのだろうか？」と皮肉るツイートした。ジャーナリストのジョン・ヘイワードは「不法移民をブルー・ステート（民主党主導の州）の『聖域都市』の地域に送り出すことは、これまでに起こった最高の出来事だ。」と述べ、アメリカ南部住民に多様性と称して無制限移民受け入れを押し付けてきた容認派を皮肉った。
2025年1月、第2次トランプ政権が発足すると、ただちに不法移民の摘発が強化された。摘発はニューヨークやボストンなどの聖域都市でも重点的に行われ、逮捕者は最初の5日間で6千人を超えた。